# 제임스 화이트 블랙
제임스 화이트 블랙 경(영어: Sir James Whyte Black, OM FRS FRSE FRCP, 1924년 6월 14일 ~ 2010년 3월 22일)은 영국의 약리학자이다. 1988년에 약물 치료의 중요한 원칙을 발견한 공로로 거트루드 B. 엘리언, 조지 H. 히칭스와 함께 노벨 생리학·의학상을 수상했다.

## 학력
- 1936 ~ 1940년 : 베스 고등학교 (졸업)
- 1940 ~ 1946년 : 세인트앤드류스 대학교 의학대학원 의학과 (박사)

## 수상 경력
- 1976년 : 래스커-드베이키 임상 의학 연구상
- 1978년 : 뮬라드상
- 1979년 : Artois-Baillet Latour Health Prize
- 1982년 : 울프 의학상
- 1988년 : 노벨 생리학·의학상
- 2004년 : 로열 메달

## 회원
- 1976년 : 왕립학회 회원[1]